# Teddybärkrankenhaus
Das Teddybärkrankenhaus ist ein internationales Charity-Projekt, das von der International Federation of Medical Student’s Associations (IFMSA) initiiert wurde. Ziel des Projektes ist es, Kindern spielerisch die Angst vor Krankenhäusern, medizinischem Personal und Untersuchungen zu nehmen.

## Geschichte
Nachdem die ersten Teddybärkrankenhäuser während den 1990er Jahren in Skandinavien eingeführt worden waren, verbreitete sich das Projekt rasch in ganz Europa. 1997 wurde das erste Teddybärkrankenhaus in Österreich und im Jahr 2000 in Deutschland durchgeführt.
Heute wird das Projekt international in Krankenhäusern thematisiert. Durchgeführt wird es von freiwilligen Medizin-Studierenden, die meist Teil von Dachorganisationen (National Member Organisations) sind, die wiederum zur IFMSA gehören.
In Deutschland sind die von Medizinstudierenden an Universitätsklinika getragenen Teddybärkrankenhäuser als Projekt in der bvmd auf nationaler Ebene organisiert.
In manchen Ländern, wie in Australien oder Österreich, sind jedoch auch Auszubildende aus anderen medizinischen Bereichen wie Gesundheits- und Krankenpflege, Pharmazie, Physiotherapie und Radiologietechnologie an der Organisation und Umsetzung von Teddybärkrankenhäusern beteiligt. Diese erfolgt ehrenamtlich und unentgeltlich, wobei das Projekt vollends durch Sponsoren und Unterstützer finanziert wird. Die Veranstaltungsform richtet sich dabei gezielt an Kleinkinder zwischen 3 und 6 Jahren, in manchen Ländern auch 8 Jahren.

## Ablauf
Vor dem Besuch des Teddybärkrankenhauses sollen sich die teilnehmenden Kinder idealerweise bereits mit den Themen „Gesundheit & Krankheit“ auseinandergesetzt haben. Dies geschieht in der Regel im Rahmen eines Kindergartenaufenthaltes oder durch die jeweiligen betreuenden Privatpersonen. Im Anschluss überlegen sich die Kinder eine Krankheit bzw. eine Verletzung für ihr Kuscheltier, welche dann im Teddybärkrankenhaus „geheilt“ werden soll. Der Aufbau und Veranstaltungsort des Teddybärkrankenhauses selbst variiert, abhängig von personellen und finanziellen Ressourcen, von Land zu Land. So werden Projekttage beispielsweise in Einkaufszentren, in Veranstaltungssälen, aber auch in direkt in Krankenhäusern durchgeführt. Der Aufbau soll dabei dem eines realen Krankenhauses ähneln. Der einzige Unterschied ist die Tatsache, dass nicht die Kinder, sondern deren Kuscheltiere als Patienten aufgenommen werden – die Kinder spielen dabei die Rolle der betreuenden Begleitperson.
Es finden sich die verschiedenen Stationen in Teddybärkrankenhäusern weltweit. Von der Patientenanmeldung, über den Warteraum, einer Notfallambulanz, bis hin zur Chirurgie, Radiologie, Zahnarztpraxis und Apotheke finden sich zahlreiche Möglichkeiten, um die „kranken“ Kuscheltiere wieder gesund zu machen. Begleitet werden die Kinder von den sogenannten Teddyärzten oder Teddyärztinnen, freiwilligen Studierenden aus medizinischen Berufsgruppen.

## Hintergründe
Den Kindern soll durch den Besuch im Teddybärkrankenhaus die Angst vor Krankenhäusern, medizinischem Personal und Untersuchungen genommen werden. Um die Kinder früh zu erreichen, wurden die 3- bis 6-Jährigen als Zielgruppe definiert. Stand ursprünglich das spielerische Kennenlernen von alltäglichen Abläufen in einem Krankenhaus im Vordergrund, so gewann über die Zeit die Rolle des Kuscheltieres immer mehr an Bedeutung. Dabei stellt es als Symbol der Kindheit nicht nur einen Wegbegleiter, neutralen Gesprächspartner und besonderen Freund dar, sondern gilt als auch als Möglichkeit verschiedene Lebensereignisse der Kinder, wie eine schwere Krankheit oder Missbrauch, anzusprechen und zu verarbeiten.